# ولاية سيدي بوزيد
ولاية سيدي بوزيد هي إحدى ولايات الجمهورية التونسية الـ24 من سنة 1973, مساحتها 6994 كم مربع. وبلغ عدد سكان الولاية 912 429 ساكن حسب إحصائيات رسمية لسنة 2014, بها 12 معتمدية أكبرها سيدي بوزيد الغربية وسيدي بوزيد الشرقية والمكناسي والرقاب وجلمة وسيدي علي بن عون والمزونة، هي ولاية فلاحية من أهم إنتاجها الخضر وزيت الزيتون. مركز الولاية مدينة سيدي بوزيد.

## التاريخ
وقع إحداث ولاية سيدي بوزيد سنة 1973. وتتكون من 12 معتمدية و 114 عمادة.

### شرارة ثورة 2011
اندلعت على إثر إضرام شاب تونسي النار في نفسه محمد بو عزيزي، احتجاجا على الفقر والبطالة، فخرجت الحشود التونسية احتجاجا على الفقر والبطالة في ثورة حاشده يوم 17 ديسمبر 2010 ، امتدت مظاهرات سيدي بوزيد إلى عدد من المدن والقرى التونسية المحاصرة بالفقر والبطالة والقمع والتهميش لدرجة وصلت إلى عصيان مدني شامل أدت في النهاية إلى هروب رئيس الجمهورية السابق زين العابدين بن علي من البلد خلال أقل من شهر واحد من تاريخ الحادثة.

## الجغرافيا
تقع على مقربة من سفح جبل الكبارالموجود في ما يعرف سابقا ببلاد قمودة وهي جزء من السباسب العليا وتعتبر المدينة بوابة تربط بين الشمال والجنوب وخاصة الجنوب الغربي والشمال الشرقي، إذ تبعد عن مدينة صفاقس ب 135 كلم، عن القصرين 67 كلم، عن قفصة 100 كلم وعن القيروان 135 كلم، كما تفصلها عن تونس العاصمة 260 كلم.
تقع المدينة في منخفض من الأرض تحيط به من الناحية الشرقية جبل فائض ومن الناحية الشمالية جبل لسودة ومن الناحية الجنوبية جبل قارة حديد ومن الناحية الغربية جبل الكبار. مما يجعلها عرضة لفيضانات بعض الأودية مثل وادي الفكة، الشيء الذي تمت بموجبه حماية المدينة من الفيضانات من الجهة الشمالية بحزام واق، ومن الجهة الجنوبية بقنال فالتة قلة.

## التوزع الديمغرافي
بلغ عدد سكان الولاية حسب إحصائيات تقديرية لسكان الولايات التونسية 418354 ساكن. وحسب الإحصائيات التفصيلية لسنة 2004، فإن توزع السكان في الولاية كان على النحو التالي.
| المعتمدية                      | عدد السكان (2004) |
| ------------------------------ | ----------------- |
| بئر الحفي                      | 33٬979            |
| السبالة                        | 18٬618            |
| جلمة                           | 36٬861            |
| المكناسي                       | 22٬617            |
| منزل بوزيان                    | 23٬668            |
| المزونة                        | 22٬839            |
| أولاد حفوز                     | 19٬910            |
| الرقاب                         | 58٬776            |
| سيدي علي بن عون                | 24٬896            |
| سيدي بوزيد الشرقية             | 48٬371            |
| سيدي بوزيد الغربية             | 65٬761            |
| السوق الجديد                   | 19٬210            |
| السعيدة                        | استُحدثت عام 2015  |
| الهيشرية                       | استُحدثت عام 2020  |
| المصدر : المعهد الوطني للإحصاء |                   |

## الرياضة
ينشط في ولاية سيدي بوزيد العديد من النوادي الرياضية أبرزها النجم الأولمبي بسيدي بوزيد. الذي نشط في موسم 2011-2012 في الرابطة التونسية الثالثة لكرة القدم بمجموعة الجنوب. وارتقى في نهاية الموسم الماضي إلى الرابطة المحترفة الأولى .

## روابط خارجية
- الموقع الرسمي للولاية